# Christian Gailly
Christian Gailly (Parigi, 14 gennaio 1943 – Villejuif, 4 ottobre 2013) è stato uno scrittore francese.

## Biografia
Christian Gailly tentò prima la carriera di sassofonista jazz e poi di aprire un ufficio psicoanalista ma senza successo. Iniziò quindi a pubblicare i propri romanzi negli anni '80, grazie a Jérôme Lindon.
Il suo romanzo L'incidente  fu adattato per il cinema da Alain Resnais nel 2009 con il titolo Gli amori folli, mentre Un soir au club, vincitore dell'Inter Book Prize nel 2002, raggiunse le 170 000 copie vendute, e fu adattato da Jean Achache. Nuage rouge, pubblicato nel 2000, vinse il premio France Culture. Il suo ultimo lavoro è una raccolta di racconti, La Roue e altri racconti, pubblicato nel gennaio 2012.
Christian Gailly ha sempre riconosciuto l'influenza di Samuel Beckett sul suo lavoro, fu la lettura di L'innominabile a convincerlo definitivamente a dedicarsi alla scrittura.

## Temi
Vicino alla corrente minimalista, Gailly fa parte del gruppo Éditions de Minuit, durante la generazione di Jean Echenoz, Jean-Philippe Toussaint e Christian Oster, desiderosa di ricostruire il genere dopo l'era del "Nuovo romanzo". Lo stile ritmico e gli assurdi imbrogli sono il segno distintivo dei suoi romanzi che trattano principalmente di amori impossibili, solitudine, malattia e morte, ma anche di altre tragedie quotidiane affrontate con tono leggero, a volte vicino alla gaiezza.
Nei suoi romanzi mantiene vivo l'amore per la musica, in particolare il jazz, come in Be-Bop, Un soir au club o Lily et Braine, mentre l'influenza della cultura americana, in particolare del cinema, è molto presente in Les Evadés e Lily et Braine.

## Opere
Tutte le opere di Christian Gailly sono pubblicate da Éditions de Minuit.
- (FR) Dit-il, Éditions de Minuitª ed., 1987,  p. 192, ISBN 978-2-7073-1146-7.
- (FR) K. 622, Éditions de Minuitª ed., 1989,  p. 128, ISBN 978-2-7073-1299-0.
- (FR) L'Air, Éditions de Minuitª ed., 1991,  p. 160, ISBN 978-2-7073-1373-7.
- (FR) Dring, Éditions de Minuitª ed., 1992,  p. 160, ISBN 978-2-7073-1411-6.
- (FR) Les Fleurs, Éditions de Minuitª ed., 1993,  p. 96, ISBN 978-2-7073-1468-0.
- (FR) Be-Bop, Éditions de Minuitª ed., 1995,  p. 192, ISBN 978-2-7073-1514-4.
- (FR) L'Incident, Éditions de Minuitª ed., 1996,  p. 256, ISBN 978-2-7073-1567-0.
- (FR) Les Évadés, Éditions de Minuitª ed., 1997,  p. 256, ISBN 978-2-7073-1600-4.
- (FR) La Passion de Martin Fissel-Brandt, Éditions de Minuitª ed., 1998,  p. 144, ISBN 978-2-7073-1645-5.
- (FR) Nuage rouge, Éditions de Minuitª ed., 2000,  p. 192, ISBN 978-2-7073-1696-7.
- (FR) Un soir au club, Éditions de Minuitª ed., 2001,  p. 176, ISBN 978-2-7073-1773-5.
- (FR) Dernier amour, Éditions de Minuitª ed., 2004,  p. 128, ISBN 978-2-7073-1885-5.
- (FR) Les Oubliés, Éditions de Minuitª ed., 2007,  p. 144, ISBN 978-2-7073-1977-7.
- (FR) Lily et Braine, Éditions de Minuitª ed., 2010,  p. 192, ISBN 978-2-7073-2090-2.
- (FR) La Roue et autres nouvelles, Éditions de Minuitª ed., 2012,  p. 128, ISBN 978-2-70732-1923.